# Сухотин, Николай Николаевич (генерал-лейтенант)
Никола́й Никола́евич Сухо́тин (1816—1879) — российский государственный и военный деятель, генерал-лейтенант, подольский гражданский губернатор.

## Биография
Происходил из дворян Тульской губернии. Родился в 1816 году; учился в артиллерийском училище, по окончании которого в 1834 году был оставлен при нём до 1836 года, когда был переведён в конно-артиллерийскую лёгкую № 24 батарею; с 1840 года — в конно-артиллерийскую лëгкую № 2 батарею.
В 1841 году служил на Кавказе, где воевал против горцев в отряде генерал-адъютанта Граббе. Возвратился в свою батарею в 1842 году и спустя два года получил в командование конно-артиллерийскую легкую № 10 батарею. В 1849 году был назначен командиром 5-й конно-артиллерийской бригады с оставлением и командиром батареи, которую продолжал занимать до 1852 года. В 1847 году был награждён орденом Св. Анны 2-й степени (императорская корона к ордену — в 1850) и орденом Св. Владимира 3-й степени (1851).
С 30 марта 1852 года — генерал-майор; в 1853 году назначен командиром 2-й бригады 1-й драгунской дивизии. Принимал участие в военных действиях на Крымском полуострове во время Восточной войны; был назначен командиром 2-й бригады 6-й лёгкой кавалерийской дивизии. В 1855 году награждён орденом Св. Станислава 1-й степени с мечами. По окончании войны был уволен на год в отпуск и по возвращении зачислен в запасные войска; получил золотое оружие за XX лет службы.
С 1860 года числился состоящим при министре внутренних дел и в 1864—1865 годах управлял Подольской губернией; был уволен от должности по прошению и 25 января 1866 года произведён в генерал-лейтенанты.
В 1869 году был назначен в распоряжение командующего войсками Виленского военного округа. Последней наградой его был орден Св. Анны 1-й степени (1872).
С 1868 года был почётным мировым судьёй Чернского уезда Тульской губернии, в 1879 году был избран гласным уездного земского собрания.
Скончался 22 мая (3 июня) 1879 года.
Н.Н.Сухотин - прадед великой советской актрисы Любови Орловой.